# 揚げもみじ

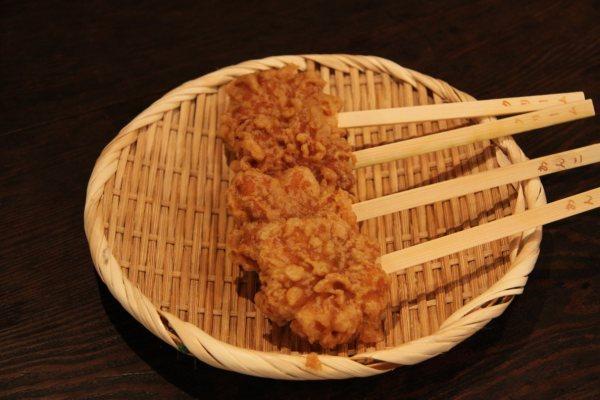
揚げもみじ

揚げもみじ（あげもみじ）は広島県の厳島（広島県廿日市市宮島町）で食べられる菓子。宮島名物であるもみじ饅頭に衣をつけて油で揚げるアイデア商品で、同島内でもみじ饅頭を製造・販売する紅葉堂の登録商標である。2001年(平成13年)に発売。
揚げたてをその場で食べられるようにアメリカンドッグのように串にささっている。熱いままその場で食べるのが醍醐味であり、お土産にはあまり向いていない。2016年から、土産用に自宅で揚げもみじの調理ができる「揚げたてキット」が発売された。
揚げもみじを冷たいソフトクリームに乗せた揚げもみじソフトなるアイデア商品も登場している。
なお、ゲーム『桃太郎電鉄シリーズ』には宮島駅があり、揚げもみじ屋がある。